# Blue Jay (Ohio)
Blue Jay é um lugar designado pelo censo localizado no condado de Hamilton no estado estadounidense de Ohio. No Censo de 2010 tinha uma população de 959 habitantes e uma densidade populacional de 84 pessoas por km².

## Geografia
Blue Jay encontra-se localizado nas coordenadas 39° 14′ 19″ N, 84° 44′ 38″ O. Segundo o Departamento do Censo dos Estados Unidos, Blue Jay tem uma superfície total de 11.42 km², da qual 11.33 km² correspondem a terra firme e (0.79%) 0.09 km² é água.

## Demografia
Segundo o censo de 2010, tinha 959 pessoas residindo em Blue Jay. A densidade populacional era de 84 hab./km². Dos 959 habitantes, Blue Jay estava composto pelo 98.33% brancos, o 0.1% eram afroamericanos, o 0.1% eram amerindios, o 0.21% eram asiáticos, o 0% eram insulares do Pacífico, o 0.73% eram de outras raças e o 0.52% pertenciam a duas ou mais raças. Do total da população o 1.25% eram hispanos ou latinos de qualquer raça.